# Planta de energía nuclear de Savannah River

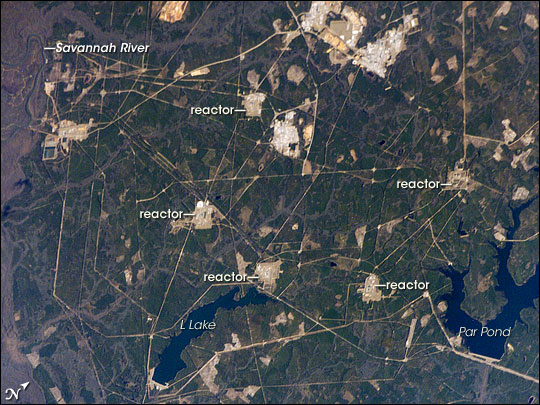
El Savannah River Site tal como se ve desde el espacio.

El Savannah River Site es un centro de procesamiento de materiales nucleares en el estado de Carolina del Sur, situado en terrenos adyacentes al río Savannah cerca de Augusta, Georgia. Es gestionado para el Departamento de Energía de Estados Unidos por la Washington Savannah River Company, que es una subsidiaria del Washington
International que posee todo su capital.
El emplazamiento fue construido durante los años 1950 para refinar materiales nucleares con el fin de su empleo en armas nucleares.
La autovía 278 atraviesa el emplazamiento, pero el acceso al mismo está controlado.
Actualmente ninguno de los reactores del emplazamiento está funcionando. El emplazamiento está siendo objeto principalmente de labores de limpieza relacionadas con el trabajo realizado en el pasado. Los planes futuros para el mismo cubren un amplio abanico de opciones, incluyendo el albergar reactores de investigación, un parque de reactores para generación de energía y fabricación de tritio, una "Instalación Moderna" para construir lanzadoras para la próxima generación de armas nucleares americanas, incluidas las armas tácticas de campo ("mini-nukes").  El Departamento de Energía y sus colaboradores están siendo objeto de una estrecha vigilancia por una combinación de grupos locales, regionales y nacionales.

## Historial

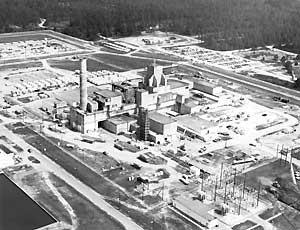
Instalación del reactor L, Área L, sitio del río Savannah, Carolina del Sur (16 de septiembre de 1982).

En 1950 el gobierno federal pidió a E.I. DuPont que construyera y gestionara una planta de producción de plutonio cerca del río Savannah en Carolina del Sur. La compañía poseía una experiencia incomparable en energía atómica, al haber diseñado y construido el complejo de producción de plutonio en Hanford, Washington, para el Proyecto Manhattan durante la Segunda Guerra Mundial. Se adquirió una gran extensión de terreno agrícola y se convirtió en el Savannah River Site gestionado por la Atomic Energy Commission.
1951 

- El Laboratorio de Ecología del río Savannah empieza sus estudios ecológicos de las plantas y animales del SRS. 

- Empieza la construcción.
1952 – Se inicia la producción de agua pesada para los reactores, en las instalaciones de Heavy Water Rework. 
1953 – El Reactor R, primer reactor de producción, alcanza su criticidad.
1954 

- Los reactores P, L y K alcanzan su criticidad.

- Se descarga el primer combustible irradiado.

- La instalación de separación química F-Canyon, inicia sus operaciones radiactivas.

- F Canyon se convierte en la primera planta separadora PUREX mundial en funcionamiento a escala industrial el 4 de noviembre de 1954. PUREX, acrónimo en inglés de “extracción de plutonio y uranio”, fue el proceso utilizado para extraer tales productos de los materiales irradiados en los reactores SRS.
1955 

- El reactor C alcanza su criticidad.

- Sale del emplazamiento el primer cargamento de plutonio.

- La instalación de separación química H-Canyon, inicia sus operaciones radiactivas.
1956 – Se completa la construcción de la planta básica.
1963 – El estanque de recepción para combustibles externos recibe el primer cargamento de combustible gastado externo.
1964 – Se cierra el reactor R.
1968 – Se cierra el reactor L para su actualización.
1971 – El reactor K se convierte en el primer reactor de producción controlado automáticamente por ordenador.
1972 – El emplazamiento es designado como el primer parque nacional de Investigación Medioambiental.
1981 

- Se inicia el primer programa de limpieza medioambiental del SRS. 

- Se inicia la limpieza del área del estanque M, de acuerdo con el Acta de Conservación y Recuperación de Recursos.
1982 – Se cierra la instalación de reprocesamiento de agua pesada.
1983 

- Se pone la primera piedra para la construcción de la instalación de Defensa de procesamiento de residuos.

- Wackenhut Services Incorporated inicia sus servicios de asistencia a la seguridad en SRS. 
1985 

- La línea HB inicia su producción de plutonio-238 para el programa de la NASA de exploración del espacio profundo. 

- Se rearranca el reactor L y se cierra el reactor C. 

- Se construye un sistema a escala industrial de reparación de aguas en el área M.
1986

- Se inicia la construcción de Saltstone.

- Se inicia la construcción de una instalación de sustitución de tritio.
1987 – DuPont notifica al Departamento de Energía que no continuará en la gestión y funcionamiento del emplazamiento.
1988 – Los reactores K, L y P son cerrados.
1989 

- Se incluye oficialmente el emplazamiento en la Lista de Prioridad Nacional y pasa a ser regulado por EPA.

- Westinghouse Savannah River Company asume la gestión y funcionamiento de las instalaciones del emplazamiento.
1990 

- Se inicia la construcción de una torre de refrigeración para el reactor K.

- Inicia su funcionamiento Saltstone.
1991

- La Instalación de gestión de residuos mezclados es la primera instalación de SRS cerrada y certificada de acuerdo con las provisiones del Acta de Conservación y Recuperación de Recursos.

- Se cierra el reactor L.

- Se completa el cierre del estanque del área M.

- Finaliza la guerra fría y se paraliza la producción de materiales nucleares para armas en SRS.
1992

- El reactor K funciona brevemente por última vez y se conecta a la torre de refrigeración.

- El Secretario de Energía anuncia el apagado de todo el proceso de uranio.

- Se inician las operaciones no radioactivas en la instalación de sustitución de tritio.
1993 

- El reactor K pasa a situación de espera en frío como fuente de tritio nacional.

- Se inicia las pruebas no radiactivas de la instalación de Defensa de procesamiento de residuos.

- Se inicia la construcción de la instalación de incineración consolidada.

- Se inician las operaciones de introducción del tritio en la instalación de sustitución del tritio.

- Inicia sus actividades en SRS, Workforce Transition and Community Assistance.
1994 – Se funda la SRS Citizens Advisory Board.
1996 

- La instalación de Defensa de procesamiento de residuos introduce material radioactivo en el proceso de vitrificación. 

- El reactor K se apaga.

- Se rearranca F-Canyon y empieza el estabilizado de materiales nucleares en SRS.
1997 – Se cierran los primeros tanques de residuos radioactivos de alto nivel.
1998 – Se selecciona SRS como emplazamiento preferido para tres nuevas misiones de plutonio.
2000 

- El edificio del reactor K se convierte en la instalación de almacenaje de materiales del área K. 

- Se anuncia la decisión de seleccionar SRS como emplazamiento de nuevas misiones de plutonio: 

- Instalación de fabricación de combustible MOX
- Instalación de Desensamblaje y Conversión.
- Instalación de inmovilización de plutonio.
- El equipo WSRC gana el premio del Departamento de Energía como mayor cumplimiento de la seguridad: Star Status.

- La instalación de Defensa de procesado de residuos rellena su recipiente 1000 de residuo radioactivo vitrificado.
2001 

- Hito en seguridad: Los empleados de WSRC alcanzan los diez millones de horas trabajadas sin lesiones resultantes de su trabajo.

- Se embarca el primer cargamento de residuos transuránicos al Proyecto Piloto de Aislamiento de Residuos del Departamento de Energía en Nuevo México. 

- Superado el objetivo de limpieza medioambiental con la retirada de disolventes industriales de más de 4 millardos de galones de agua.

- La Instalación de Defensa para el Procesado de Residuos alcanza la primera posición mundial al distribuir cuatro millones de libras de residuo vitrificado medioambientalmente aceptable.

- Se ahorran más de 44 millardos de dólares en 2001 a través del programa de sugerencias de empleados de SRS. 

- Las respuestas de los empleados de SRS al informe sobre percepción de la seguridad del Consejo Nacional de Seguridad, afirma que la cultura de seguridad del emplazamiento es una de las mejores de la nación.
2002 

- Después de 50 años de servicios, las instalaciones de Canyon F y FB Line de SRS han completado su último ciclo de producción.

- Un equipo dirigido por el Centro de Tecnología de Savannah River acomete un estudio que pudiera conducir al uso extensivo de las fuentes de energía basadas en el hidrógeno como una alternativa a la costosa y polucionante energía fósil. La investigación examinará temas técnicos y económicos asociados con un nuevo e innovador acercamiento que pudiera utilizarse para producir hidrógeno: utilizando el calor de un reactor de energía nuclear para descomponer el agua en hidrógeno y oxígeno.
2003

- Westinghouse Savannah River Company alcanza un hito significativo a final de enero cuando completa con éxito un traspaso continuo de 30 000 galones de una solución altamente radioactiva de americio/curio desde el Canyon F del emplazamiento de Savannah River al Tanque H. El traspaso fue significativo porque se trataba del último material altamente radioactivo de Canyon F, y porque fue la primera vez que se realizaba con una cantidad tan elevada al mismo tiempo.

- La instalación para el procesado de residuos del emplazamiento de Defensa de Savannah River ha empezado sus operaciones radioactivas con su segundo fundidor, que fue instalado con éxito en un plazo de seis meses.

- SRS trasladó el último metal de uranio empobrecido desde el Área M. Se embarcaron más de 2600 toneladas métricas para su vertido en Envirocare de Utah.

- Después de casi 40 años de recibir con seguridad, manejar y almacenar combustible nuclear gastado, los empleados del estanque de recepción de combustibles externos de Savannah River, retiraron la última unidad de combustible del estanque, trasladándola a su nueva ubicación dentro del emplazamiento, como preparación a la clausura del estanque. 
2004 

- SRS ha alcanzado otro hito en el traslado de residuos a la instalación del Departamento de Energía en Nuevo México, para su vertido seguro y permanente. El emplazamiento ha embarcado su bidón número 10 000 de residuos transuránicos a la Planta Piloto de Aislamiento de Residuos cerca de Carlsbad. Como consecuencia de los esfuerzos intensificados de limpieza, este bidón 10 000 se alcanza con una antelación de 12 años sobre la fecha prevista.

- En abril, durante una visita al SRS, el Secretario de Energía Abraham hace un reconocimiento público del Centro de Tecnología de Savannah River por su continuo compromiso con la excelencia técnica y de investigación, y designa al Laboratorio Nacional de Savannah River como uno de los doce laboratorios nacionales del Departamento de Energía.

- Los empleados de la construcción de Bechtel Savannah River, Inc. Alcanzan por primera vez su hito de seguridad de 15 millones de horas sin ningún accidente laboral, superando la marca anterior de 13.890.367 horas establecida el 8 de julio de 1988. La construcción normal de un emplazamiento en Estados Unidos presenta una estadística de un accidente laboral por cada 83 000 horas.

- Los prototipos de robots de desinstalación de bombas desarrollados por el Laboratorio Nacional de Savannah River se emplean para uso militar en Irak.
2005

- SRS anuncia la finalización de la construcción de los sistemas principales del proceso de la instalación para la extracción de tritio. El proyecto de 506 millones de dólares, es una parte clave del sistema de suministro armas nucleares del país. La instalación se utilizará para extraer el tritio de los materiales irradiados en los reactores nucleares comerciales de la Tennessee Valley Authority. El tritio es esencial para las modernas armas nucleares pero se degrada rápidamente y debe ser sustituido.

- El primer embarque de óxido de neptunio de la SRS llega a salvo a Idaho, al Laboratorio Argonne West. Tal material representa el último de los desarrollos del neptunio realizado por los Estados Unidos, y el último de los materiales que debe ser estabilizado para cumplir los compromisos de estabilidad de los materiales nucleares.

- Con la finalización de las actividades de suspensión, F Canyon se ha situado ahora en “modo de suspensión.” F Canyon es la primera gran instalación nuclear de SRS que llega a la suspensión y desactivación. La suspensión incluye la detención segura y la desconexión de todas las operaciones de la instalación. La desactivación supone la retirada permanente de servicio en condiciones seguras de todos los sistemas.

- La Instalación para el Procesado de Residuos de la Defensa (DWPF en inglés) recientemente fundió su séptimo millón de libras de cristal radioactivo. DWPF es la mayor y más productiva instalación de vitrificación de residuos de alto nivel en el mundo. 

- Una mezcla de uranio de bajo enriquecimiento de SRS es utilizado por el reactor de la Tennessee Valley Authority para generar electricidad, siendo las primeras de muchas toneladas que serán beneficiosamente vertidas como combustible en lugar de como residuo.

- El proyecto de modernización y consolidación de las instalaciones de tritio una vez finalizado ha iniciado sus actividades, sustituyendo el procesamiento y purificación de gas que tuvo lugar en 232-H desde mediados de los años 50, hasta abril de 2005.